# SYPRO Ruby

Struktur von SYPRO Ruby, soweit bekannt.

SYPRO Ruby ist ein Fluoreszenzfarbstoff vom Ruthenium-Chelatkomplex-Typ, der zur Färbung von Proteinen im Zuge einer Proteincharakterisierung verwendet wird, meistens in einem Western Blot, in 2D-Gelen oder IEF-Gelen.

## Eigenschaften
SYPRO Ruby bindet selektiv an basische Aminosäuren von Proteinen (auch Glykoproteine) in SDS-Micellen, nicht jedoch an DNA. Die Mutagenität, Reproduktionstoxizität und Karzinogenität von SYPRO Ruby ist unbekannt. Die Absorptionsmaxima liegen bei λ = 280 nm und 450 nm, die Emission ist bei λ = 610 nm maximal. Die Sensitivität bei SDS-PA-Gelen liegt mit SYPRO Ruby bei etwa 1 ng Protein, also etwa vergleichbar mit der Silberfärbung. Aufgrund der Fluoreszenz besitzt die SYPRO Ruby-Färbung bei einer Mengenabschätzung im Vergleich zur Silberfärbung oder Coomassie einen größeren linearen dynamischen Bereich, d. h. eine bessere Korrelation zwischen der Proteinmenge und der Signalintensität. Die SYPRO Ruby-Färbung besitzt eine vergleichsweise längere Färbezeit von vier Stunden.